# Ctenusa psamatha
Ctenusa psamatha är en fjärilsart som beskrevs av Fawcett 1916. Ctenusa psamatha ingår i släktet Ctenusa och familjen nattflyn. Inga underarter finns listade i Catalogue of Life.